# The Papercut Chronicles
The Papercut Chronicles är Gym Class Heroes andra album, utgivet 2005.

## Låtlista
1. "Za Intro" - 1:40
2. "Papercuts" - 3:26
3. "Petrified Life and the Twice Told Joke (Decrepit Bricks)" - 4:53
4. "Make Out Club" - 4:43
5. "Taxi Driver" - 1:59
6. "So Long Friend" - 1:14
7. "Everyday's Forecast" - 4:21
8. "Pillmatic" - 3:11
9. "Simple Livin'" - 3:06
10. "Cupid's Chokehold" (feat. Patrick Stump) - 4:03
11. "Faces in the Hall" - 4:13
12. "Graduation Day" - 1:44
13. "Apollo 3-1-5" - 2:29
14. "wejusfreestylin'pt2" - 1:12
15. "To Bob Ross with Love" - 2:38
16. "Papercuts (The Reason for the Lesions Remix by Mr. Dibbs)" - 3:46
17. "Kid Nothing vs. the Echo Factor" - 4:01
18. "Band Aids" - 4:58